# Ашрама
Ця стаття про одну із ступенів духовного розвитку в індуїзмі. Інше значення:  Ашрам — індуїстська обитель або релігійна громада.
Ашрама (санскр. आश्रम, āśrama IAST) — один з чотирьох ступенів духовного розвитку в індуїзмі. Система ашрамів являє собою чотири стадії у житті людини. Вона докладно викладена в «Ману-смріті» та інших писаннях індуїзму. В індуїзмі прийнято вважати, що система ашрамів веде до здійснення чотирьох пурушартх — основних цілей життя, а саме дгарми, артхи, ками та мокші.

## Ашрами
Відповідно до системи ашрамів, людське життя ділиться на чотири рівні періоди. Середня тривалість життя приймається як 100 років і, відповідно, кожен життєвий період становить 25 років. Метою на кожному ступені є духовний розвиток через виконання передбачених обов'язків певного ашраму.
| Ашрам                          | Вік    | Опис |
| ------------------------------ | ------ | --- |
| Брахмачар'я (життя учня)       | 0-24   | Життя під керівництвом гуру, присвячене придбанню знань, практиці самоконтролю і статевої стриманості, навчанню діяти у згоді з принципами дгарми та практиці медитації. |
| Ґріхастга (сімейне життя)      | 25-49  | Створення сім'ї, народження дітей і виконання обов'язків домохазяїна |
| Ванапрастга (відхід від справ) | 50-74  | Після виконання сімейного обов'язку, людина поступово залишає всі свої мирські обов'язки, готуючись до кінцевої стадії — повного зречення від світу.                     |
| Санньяса (життя в зреченні)    | 75-100 | Відхід від мирських справ, повне посвячення духовному розвитку, практика медитації, підготовка до смерті і досягненню мокші (звільнення).                                |